# Světlá nad Sázavou
Světlá nad Sázavou (německy Swietla ob der Sasau) je město v okrese Havlíčkův Brod v Kraji Vysočina. Leží čtrnáct kilometrů severozápadně od Havlíčkova Brodu na soutoku Sázavy a Sázavky. Město se skládá z 15 místních částí. V celém městě je registrováno 1 582 domů, z toho v samotné Světlé nad Sázavou 1020. Žije zde přibližně 6 500 obyvatel. Symbolem zdejší průmyslové výroby je sklo a kámen.
Starostou do roku 2020 byl Jan Tourek, po jeho odchodu do rady kraje Vysočina jej nahradil František Aubrecht.

## Historie v datech
- 1207 První písemná zmínka o Světlé, která náležela vilémovskému klášteru.[5]
- 1343 Kostel světelský povýšen arcibiskupem Arnoštem z Pardubic na kostel farní.
- 1363 Dle spisů kláštera jmenován opat Ondřej patronem kostela.
- 1365 Světelský kostel náležel k německobrodskému děkanátu.
- 1381 Bratři Petr a Domoslav z Lipničky věnovali světelskému kostelu oltář svaté Kateřiny.
- 1385 Pan Albert ze Šternberka pánem na Světlé.
- 1392 Hrabě Štěpán ze Šternberka vystavěl tzv. šternberskou část zámku.
- 1417 Ves a panství připadlo opět vilémovskému klášteru.
- 1420 V okolí Světlé, Lipnice a Německého Brodu povstala sekta Orebitů.
- 1421 Následkem rozboření vilémovského kláštera spadla Světlá i panství do majetku krále.
- 1423 Husité táhli kolem Světlé nad Sázavou při výpravě na Moravu.
- 1429 Světlou i s panstvím převzal v držení Mikuláš I. Trčka z Lípy.
- 1435 Mikuláš I. Trčka z Lípy, majitel Světlé, koupil Lipnici a Německý Brod.
- 1436 Mikuláš I. Trčka z Lípy koupil Habry.
- 1453 Mikuláš I. Trčka z Lípy zemřel a zanechal tři syny: Buriana, Zdeňka a Mikoláše. Světlá i s panstvím se stala majetkem nejstaršího syna Buriana I. Trčky z Lípy.
- 1457 Burian I. Trčka z Lípy, pán na Světlé, jmenován nejvyšším zemským písařem království Českého.
- 1469 Burian Trčka z Lípy zemřel a odkázal Světlou i s panstvím svým synům Mikolášovi a Melchisedekovi Trčkovi z Lípy.
- 1497 Mikuláš II. Trčka z Lípy samostatným pánem na Světlé.
- 1506 Prostřední zvon darován světelskému kostelu Mikulášem II. Trčkou z Lípy.
- 1509 Mikuláš II. Trčka z Lípy zemřel, po něm následoval jeho syn Mikuláš III. Trčka z Lípy jako pán na Světlé.
- 1515 Mikuláš III. Trčka z Lípy zemřel a zanechal Světlou s ostatními panstvími synu svému Buriánu II. Trčkovi z Lípy.
- 1522 Burián II. Trčka z Lípy zemřel a byl pochován v kostele lipnickém. Po něm následoval v držení Světlé Jan I. Trčka z Lípy.
- 1525 Jan I. Trčka z Lípy se oženil s Kateřinou ze Šellenberku.
- 1540 Jan I. Trčka z Lípy zemřel a jeho nástupcem v držení Světlé stal se Burian III. Trčka z Lípy.
- 1562 Císař Ferdinand povýšil Světlou na městečko (nikoliv na město) a udělil jí povolení ke konání výročních a týdenních trhů.
- 1567 Postaveno tzv. trčkovské oddělení světelského zámku a zřízeno jako lovecký zámek. Burian udělil měšťanům právo pečetit červeným voskem a daroval jim pozemky s lesem u Lán, důchod z jarmarečného, z koňských trhů, z obecní váhy a z prodeje soli.
- 1569 Velký zvon byl darován světelskému kostelu od Buriana Trčky.
- 1577 Burian III. Trčka z Lípy koupil Novou Ves a připojil ji ke Světlé.
- 1578 Burian III. Trčka z Lípy založil ve Světlé špitál pro pět chudých měšťanů a současně zde založil školu.
- 1591 Burian III. Trčka z Lípy, pán na Světlé zemřel a odkázal majetek svůj svému synu Janu Rudolfovi, svobodnému pánu Trčkovi z Lípy.
- 1594 Jan Rudolf, svobodný pán z Trčků zemřel, po něm následuje jeho bratr Maximilián, svobodný pán z Trčků.
- 1604 Jan Rudolf II., svobodný pán z Trčků, císařský rada, komoří, zemský sudí a místodržící v Čechách převzal Světlou od svého otce Maximiliána z Trčků jako pán na Světlé, Lipnici, Ledči, Opočně, Smiřicích, Žlebech a České Kamenici. Týž daroval městu 58 jiter 1283 2/6 □ pozemků a potvrdil v celém obsahu privilegia města Světlé.
- 1610 Jan Rudolf II. z Trčků povýšen do stavu českých pánů.
- 1629 Jan Rudolf II. z Trčků, pán na Světlé, jmenován říšským hrabětem.
- 1631 Jan Rudolf II., hrabě z Trčků jmenován českým hrabětem.
- 1633 Jan Rudolf II., hrabě z Trčků zprostil Světlou roboty a daroval městu některá práva.
- 1634 Po smrti své manželky a po pádu svého syna Adama Erdmanna v Chebu odkázal Jan Rudolf Trčka kšaftem dne 2. července Světlou s Lipnicí, vesnice Čáslavské, Studenec, Větrný Jeníkov a Žleby, Petru Vokovi Švihovskému z Ryzmberku, Ladislavu Burianovi, hraběti z Valdštejna, a Matyáši Ferdinandovi, hraběti Berkovi z Dubé. Od statku světelského a ledečského odkázal Trčka důchody z Hamrů železných světelskému kostelu na hřbitově (kde jeho rodiče, bratři a jiní příbuzní odpočívali a on sám chtěl spočinout).
- 1635 Jan Rudolf Trčka po své smrti (29. září 1634) v roce 1635 byl obviněn pro rozličná veliká provinění spáchaná proti císaři a jeho statky připadly vládě (fisku).
- 1636 Panství světelské bylo od vlády odhadnuto na 253 452 zl. šejn. a přenecháno hraběti Ladislavu Burianovi z Valdštejna proti zapravení dluhu p. 60 000 zl., dědicům po knížeti Donu Aldobrandini, p. 100 000 zl., Adamovi, hraběti z Papenheimu, p. 20 000 zl., Brunovi, hraběti z Mansfeldu, úhrnem za 230 000 zl.
- 1639 Nájezdy Švédů, kteří se v kraji objevili poprvé na podzim a 16 Banérových oddílů přepadlo 13. listopadu Lipnici. Zničili městské opevnění, vydrancovali městečko, ale hrad nedobyli.
- 1645 Špitál světelský byl znovu vystavěn a nesl tento nápis: „Tento jest dům chudých, neodvracej tváře od nich. Léta páně po narození Krista Pána 1645.“
- 1648 Švédové opustili Lipnici a kraj teprve po uzavření vestfálského míru v roce 1648, přičemž veškerou nashromážděnou kořist odvezli s sebou.
- 1667 Podíly na Světlé a světelském panství připadly Marii Huscheine, roz. baronce Geran, Theodorovi Mültzerovi z Rosenthalu a baronu Vernierovi.
- 1672 Panství světelské i s městem Světlou koupil hrabě Jan Rudolf Rabatta, svobodný pán z Dornberku, pán na Světlé a Tisu, majitel pluku kyrysníků a generalvachtmistr.
- 1679 Jan Rudolf, hrabě Rabatta prodal Světlou s panstvím i se statkem Vrbicí Janu Kašparovi, svobodnému pánu z Montány.
- 1686 Světlou a panství koupil Jan Bartolemeus, svobodný pán z Vernierů, a jeho choť Marie Rosalie.
- 1704 Světlou s panstvím koupil hrabě Karel z Pöttingu, pán na Lipnici a Habrech.
- 1714 Největší povodeň na Sázavě.
- 1722 Město a panství Světlou koupil hrabě František Antonín Černín.
- 1737 Hrabětem Černínem byla vystavěna zadní část světelského zámku (strana východní).
- 1743 Hrabě František Antonín z Černínů, majitel města a panství Světlé, zemřel a v držení panství následovala jeho vdova, hraběnka Antonie z Černínů, rozená hraběnka z Kumburku, paní na Drhovli, Čížově a Sedlci.
- 1748 Město i panství Světlá přešla v majetek Filipa, hraběte Kolovrat-Krakovského, a jeho choti Barbory, hraběnky z Kolovratů.
- 1758 Farní kostel ve Světlé byl povýšen na děkanský chrám.
- 1760 Hrabě Leopold Kolovrat-Krakovský, syn zemřelého hraběte Filipa Kolovrata, převzal, poté co byl prohlášen za plnoletého, od své matky světelské panství a statek Vrbici.
- 1765 Varhany ve světelském kostele byly postaveny kutnohorským varhanářem J. Horákem za cenu pr. 400 zl.
- 1773 Hrabě Kolovrat odevzdal panské brusírny na granáty brusičům k svobodnému používání, a ponechal jim zároveň kapitál pr. 6000 zl. k provozování.
- 1774 Do Světlé byly zavedeny a zde sázeny první brambory.
- 1775 Jako všude, vypukly i zde nepokoje mezi sedláky kvůli robotní povinnosti.
- 1782 Bylo zavedeno dolování na stříbro u Dlužin a Nového Dvora hrabětem Kolovratem, pracovat začalo 11 horníků a důl byl nazván „Štolou Leopoldovou“.
- 1786 V tomto roku stávalo již 10 brusíren na sklo ve Světlé a Březince.
- 1791 Hrabě Leopold Kolovrat-Krakovský nařídil dekretem ze dne 14. ledna, že jeho světelští úředníci a služebníci musí své syny kvůli naučení se německé řeči poslat do ciziny.
- 1795 Světelská radnice byla postavena.
- 1792 V lese u Rosinova byla zřízena obora pro černou zvěř.
- 1796 Ve Světlé byla založena takzvaná granátnická společnost.
- 1800 Dosavadní hřbitov u světelského kostela byl zrušen a nový byl založen za Světlou u Březinky. V tomto roku byla také ve Světlé udělena Markusi Seewaldovi první koncese ke zřízení úplného obchodu se smíšeným zbožím.
- 1805 Následkem srážky mezi bavorským vojskem a rakouskými kyrysníky u Habrů utrpělo velmi i obyvatelstvo ve zdejší krajině.
- 1809 Zřízena vojenská nemocnice ve zdejším zámku.
- 1810 Zemřel hrabě Kolovrat-Krakovský.
- 1813 Byla vystavěna silnice ze Světlé do Humpolce.
- 1817 Městečko Světlá a velkostatek světelský přešly vyrovnáním ze dne 5. srpna na Františka Josefa Zichy z Vaszoniköe.
- 1821 Walpurga, starohraběnka ze Salm-Reifferscheidtů, se stala výměnou svého panství Dioszegh v Uhrách za Světlou majitelkou panství i města Světlé.
- 1822 Jan, starohrabě ze Salm-Reifferscheidtů, c.k. podplukovník, převzal panství Světlou za vklad 700 000 zl. v.m. dědictvím po matce.
- 1825 Kamenickým mistrem Schlesingerem byla postavena kašna na světelském náměstí.
- 1833 Silnice ze Světlé do Habrů byla stavěna panstvím společně s obcemi.
- 1834 Světelský špitál musel být téměř celý přestavěn.
- 1843 Ve zdejším zámku byly uvnitř provedeny značné opravy.
- 1847 František Josef ze Salm-Reifferscheidtu převzal po smrti svého otce Jana, starohraběte ze Salm-Reifferscheidtů, dne 19. května světelské panství.
- 1850 Dle nového rozdělení Čech na sedm krajů byla Světlá a území bývalého světelského panství přiděleno k Pardubickému kraji, pod okres Ledeč nad Sázavou.
- 1855 Světlá byla následkem rozdělení Čech na třináct krajů přidělená kraji Čáslavskému.
- 1860 Kostelní věž musela být kvůli zchátralosti své horní části podepřena trámovým lešením.
- 1864 Byla zrušena plavba dřeva po Sázavě do Prahy.
- 1866 Dne 8. července vtrhla do Světlé první divize pruské armády pod svob. Pánem z Kernsteinů, omezila se však a nepožadovala rekvizice menáže a krmiva pro koňstvo.
- 1867 Začala stavba severozápadní dráhy.
- 1869 Začala přestavba světelského zámku.
- 1870 J. O. starohrabě František Salm-Reifferscheidt rozšířil své statky u Světlé přikoupením Habrů.
- 1879 Na světelském kostele a děkanství byl provedeny značné opravy.
- 1881 Světelský špitál byl kvůli zchátralosti celé stavby rozbořen a podle stavebního plánu architekta Linsbaura stavitelem J. Zemanem nákladem 7960 zl. 97 kr. znovu vystavěn.
- 1887 František, starohrabě ze Salm-Reifferscheidtů, 26. prosince 1887 umřel a panství zdědila jeho sestra Johanna, vdova po hraběti Josefu Osvaldu I. Thun-Hohensteinovi.
- 1892 Panství zdědil hrabě Josef Osvald II. Thun-Hohenstein/Salm-Reifferscheidt, syn hraběnky Johanny Thun-Hohensteinové.
- 1913 Zámek i panství převzala Pozemková banka.
- 1914 Zámek koupil továrník Richard Moravetz.
- 1937 Usnesením vlády Československé republiky udělen status města.
- Druhá světová válka – Umístěna kasárna německé armády.
- 1945 Zámek převzal československý stát a sloužil zprvu jako kasárna armády, později jako učňovské středisko mládeže.
- 1950 Zámek pronajat Státní pojišťovně, v části zřízeny byty.
- 1952 V zámku zřízeno středisko pracujícího dorostu (ve vernierovské části).
- 1960 Zámek převzalo ZOU (zemědělské odborné učiliště), jako nástupce učňovské školy. Státní pojišťovna budovu opustila. Brzy poté došlo k rozsáhlým vnitřním rekonstrukcím a od té doby sloužil potřebám školství, část budovy je muzeem Světelska (stav v roce 2011).
- 1980 Pod Světlou jako místní část patří Benetice.[6]
- 2013 Město prodalo zámek rodině Dégermée.
- 2022 Zámek odkoupil hoteliér a vinař Jiří Marian.

## Obyvatelstvo
| Rok            | 1869  | 1880  | 1890  | 1900  | 1910  | 1921  | 1930  | 1950  | 1961  | 1970  | 1980  | 1991  | 2001  | 2011  | 2021  |
| -------------- | ----- | ----- | ----- | ----- | ----- | ----- | ----- | ----- | ----- | ----- | ----- | ----- | ----- | ----- | ----- |
| Počet obyvatel | 3 881 | 3 959 | 3 994 | 4 330 | 4 674 | 4 505 | 4 379 | 3 758 | 4 468 | 4 363 | 6 116 | 7 147 | 7 188 | 7 091 | 7 137 |
| Počet domů     | 458   | 493   | 506   | 554   | 587   | 627   | 764   | 911   | 946   | 976   | 1 039 | 1 281 | 1 365 | 1 466 | 1 553 |

### Statistické údaje obyvatelstva od roku 2020
|                     |        | Počet obyvatel v místních částech | Počet obyvatel v místních částech | Počet obyvatel v místních částech | Počet obyvatel v místních částech | Počet obyvatel v místních částech | Počet obyvatel v místních částech | Počet obyvatel v místních částech | Počet obyvatel v místních částech | Počet obyvatel v místních částech | Počet obyvatel v místních částech | Počet obyvatel v místních částech | Počet obyvatel v místních částech | Počet obyvatel v místních částech | Počet obyvatel v místních částech | Počet obyvatel v místních částech | Počet obyvatel celkem | Průměrný věk | Nejstarší | Nejstarší | Narození | Úmrtí | Uzavřených sňatků |
|                     |        | Benetice                          | Dolní Březinka                    | Dolní Dlužiny                     | Horní Březinka                    | Horní Dlužiny                     | Josefodol                         | Kochánov                          | Leštinka                          | Lipnička                          | Mrzkovice                         | Opatovice                         | Radostovice                       | Světlá nad Sázavou                | Závidkovice                       | Žebrákov                          | Počet obyvatel celkem | Průměrný věk | muž       | žena      | Narození | Úmrtí | Uzavřených sňatků |
| ------------------- | ------ | --------------------------------- | --------------------------------- | --------------------------------- | --------------------------------- | --------------------------------- | --------------------------------- | --------------------------------- | --------------------------------- | --------------------------------- | --------------------------------- | --------------------------------- | --------------------------------- | --------------------------------- | --------------------------------- | --------------------------------- | --------------------- | ------------ | --------- | --------- | -------- | ----- | ----------------- |
| 2020 k 31. 12. 2020 | celkem | 19                                | 211                               | 15                                | 82                                | 35                                | 123                               | 54                                | 43                                | 111                               | 153                               | 49                                | 58                                | 5 222                             | 100                               | 28                                | 6 303                 | 45,48        | 94        | 97        | 49       | 85    | 32                |
| 2020 k 31. 12. 2020 | muži   | 11                                | 101                               | 6                                 | 44                                | 19                                | 64                                | 22                                | 23                                | 53                                | 75                                | 24                                | 27                                | 2 551                             | 50                                | 15                                | 3 085                 | 44,08        | 94        | 97        | 31       | 43    | 32                |
| 2020 k 31. 12. 2020 | ženy   | 8                                 | 110                               | 9                                 | 38                                | 16                                | 59                                | 32                                | 20                                | 58                                | 78                                | 25                                | 31                                | 2 671                             | 50                                | 13                                | 3 218                 | 46,80        | 94        | 97        | 18       | 42    | 32                |
| 2021 k 31. 12. 2021 | celkem | 18                                | 213                               | 15                                | 78                                | 35                                | 129                               | 57                                | 40                                | 110                               | 161                               | 46                                | 58                                | 5 189                             | 106                               | 27                                | 6 282                 | 45,70        | 95        | 97        | 45       | 86    | 27                |
| 2021 k 31. 12. 2021 | muži   | 9                                 | 103                               | 7                                 | 41                                | 19                                | 66                                | 26                                | 22                                | 53                                | 79                                | 21                                | 27                                | 2 530                             | 54                                | 15                                | 3 072                 | 44,43        | 95        | 97        | 23       | 36    | 27                |
| 2021 k 31. 12. 2021 | ženy   | 9                                 | 110                               | 8                                 | 37                                | 16                                | 63                                | 31                                | 18                                | 57                                | 82                                | 25                                | 31                                | 2 659                             | 52                                | 12                                | 3 218                 | 46,92        | 95        | 97        | 22       | 50    | 27                |
| 2023 k 31. 12. 2023 | celkem | 17                                | 208                               | 15                                | 75                                | 37                                | 119                               | 66                                | 37                                | 109                               | 152                               | 47                                | 62                                | 5 134                             | 101                               | 23                                | 6 202                 | 46,49        | 97        | 98        | 34       | 68    | 20                |
| 2023 k 31. 12. 2023 | muži   | 8                                 | 98                                | 7                                 | 40                                | 21                                | 62                                | 29                                | 21                                | 52                                | 75                                | 20                                | 28                                | 2 495                             | 52                                | 13                                | 3 021                 | 45,43        | 97        | 98        | 13       | 36    | 20                |
| 2023 k 31. 12. 2023 | ženy   | 9                                 | 110                               | 8                                 | 35                                | 16                                | 57                                | 37                                | 16                                | 57                                | 77                                | 27                                | 34                                | 2 639                             | 49                                | 10                                | 3 181                 | 47,49        | 97        | 98        | 21       | 32    | 20                |
| 2024 k 31. 12. 2024 | celkem | 14                                | 210                               | 15                                | 76                                | 33                                | 119                               | 60                                | 40                                | 109                               | 147                               | 48                                | 61                                | 5 098                             | 93                                | 29                                | 6 159                 | 46,77        | 98        | 99        | 30       | 80    | 31                |
| 2024 k 31. 12. 2024 | muži   | 7                                 | 96                                | 7                                 | 40                                | 19                                | 59                                | 27                                | 22                                | 52                                | 74                                | 21                                | 27                                | 2 482                             | 48                                | 14                                | 2 995                 | 45,67        | 98        | 99        | 16       | 40    | 31                |
| 2024 k 31. 12. 2024 | ženy   | 7                                 | 114                               | 8                                 | 36                                | 14                                | 60                                | 33                                | 18                                | 57                                | 73                                | 27                                | 34                                | 2 616                             | 45                                | 15                                | 3 157                 | 47,82        | 98        | 99        | 14       | 40    | 31                |

|                     |        | Průměrný věk v místních částech | Průměrný věk v místních částech | Průměrný věk v místních částech | Průměrný věk v místních částech | Průměrný věk v místních částech | Průměrný věk v místních částech | Průměrný věk v místních částech | Průměrný věk v místních částech | Průměrný věk v místních částech | Průměrný věk v místních částech | Průměrný věk v místních částech | Průměrný věk v místních částech | Průměrný věk v místních částech | Průměrný věk v místních částech | Průměrný věk v místních částech | Celkový průměrný věk |
|                     |        | Benetice                        | Dolní Březinka                  | Dolní Dlužiny                   | Horní Březinka                  | Horní Dlužiny                   | Josefodol                       | Kochánov                        | Leštinka                        | Lipnička                        | Mrzkovice                       | Opatovice                       | Radostovice                     | Světlá nad Sázavou              | Závidkovice                     | Žebrákov                        | Celkový průměrný věk |
| ------------------- | ------ | ------------------------------- | ------------------------------- | ------------------------------- | ------------------------------- | ------------------------------- | ------------------------------- | ------------------------------- | ------------------------------- | ------------------------------- | ------------------------------- | ------------------------------- | ------------------------------- | ------------------------------- | ------------------------------- | ------------------------------- | -------------------- |
| 2024 k 31. 12. 2024 | celkem | 61,92                           | 46,89                           | 61,04                           | 36,43                           | 42,52                           | 46,58                           | 47,25                           | 47,17                           | 44,13                           | 45,21                           | 38,53                           | 47,31                           | 47,00                           | 47,68                           | 49,49                           | 46,77                |
| 2024 k 31. 12. 2024 | muži   | 52,57                           | 47,63                           | 57,58                           | 36,48                           | 37,23                           | 43,98                           | 50,58                           | 50,14                           | 47,49                           | 46,51                           | 39,07                           | 51,95                           | 45,56                           | 47,28                           | 51,88                           | 45,67                |
| 2024 k 31. 12. 2024 | ženy   | 71,27                           | 46,26                           | 64,07                           | 36,36                           | 49,71                           | 49,13                           | 44,52                           | \|43,55                         | 41,07                           | 43,89                           | 38,12                           | 43,63                           | 48,37                           | 48,11                           | 47,27                           | 47,82                |

Věk v místní části s nejvyšším průměrným věkem je vyznačen tučně, věk v místní části s nejnižším průměrným věkem je vyznačen kurzívou.

## Městská správa

### Místní části
- Světlá nad Sázavou (včetně k. ú. Dolní Bohušice a Horní Bohušice)
- Benetice
- Dolní Březinka
- Dolní Dlužiny
- Horní Březinka
- Horní Dlužiny
- Josefodol
- Kochánov
- Leštinka
- Lipnička
- Mrzkovice
- Opatovice
- Radostovice
- Závidkovice
- Žebrákov

Od 1. ledna 1989 do 31. prosince 1997 k městu patřila i Nová Ves u Světlé.

## Městské symboly
Znak města je historický, vlajka byla městu udělena rozhodnutím předsedkyně České národní rady dne 27. června 1991.

## Školství, služby a sport
Město zřizuje jednu mateřskou a dvě základní školy (Lánecká, Komenského), dům dětí a mládeže a základní uměleckou školu. Nachází se zde střední škola Akademie – Vyšší odborná škola, Gymnázium a Střední odborná škola uměleckoprůmyslová Světlá nad Sázavou, kde lze studovat pět maturitních oborů (gymnázium, sociální činnost, uměleckořemeslné zpracování kovů, dřeva, kamene a keramiky a skla) a devět učebních oborů (ošetřovatel, strojník, aranžér, zlatník a klenotník, umělecký kovář a zámečník, umělecký truhlář a řezbář, umělecký keramik, kameník a sklář – výrobce a zušlechťovatel skla). Součástí instituce je i vyšší odborná škola, kde lze studovat dva obory (řízení výroby zpracování kamene a řízení sklářské a keramické výroby).
Kulturní zařízení Světlá nad Sázavou Kytice se skládá z knihovny, kina, Galerie Na Půdě a turistického informačního centra. Ve městě se nachází domov pro seniory a dům s pečovatelskou službou.
Městská společnost Sportovní zařízení města Světlá nad Sázavou spravuje čtyři sportovní zařízení – Sportovní centrum Pěšinky, fotbalový areál, tenisovou halu a sportovní halu na míčové sporty.
V severozápadní části města je jediná česká věznice zajišťující výkon trestu matek s dětmi do tří let.

### Účastníci Olympijských her ze Světlé nad Sázavou
- Oskar Moravec (1917–2007), LOH 1948 (výtvarné soutěže)
- Ludmila Vindušková (nar. 1949), LOH 1972 (volejbal)[21]
- Zdeněk Hynek Bárta (1897-1987), LOH 1912 (šerm)

## Pamětihodnosti
- Zámek Světlá nad Sázavou
- Kostel svatého Václava na náměstí
- Židovský hřbitov ve Světlé nad Sázavou
- Vojenský hřbitov (Dolní Březinka)
- Světelské podzemí
- Muzeum Světelska v prostorách zámku
- Synagoga ve Světlé nad Sázavou
- Pamětní deska obětem komunismu na budově radnice[22]

## Osobnosti
- Alois Jelen (1801–1857), hudební skladatel, archivář
- Bohuslav Kratochvíl (1901–1972), pedagog, politik a diplomat
- Karel Hradecký (1904–1943), český lékař popravený nacisty
- Oskar Moravec (1917–2007), kanadský hudební skladatel českého původu
- Petr Koubský (* 1961), český publicista, analytik informačních a komunikačních médií a pedagog
- Zdeněk Hynek Bárta (1897-1987), český sportovec (olympionik), podnikatel
- Augustin Žák (1960), český hokejista